# Oroso
Oroso è un comune spagnolo di 7 328 abitanti situato nella comunità autonoma della Galizia. Il suo territorio è attraversato dal fiume Tambre.
La sede del comune è nella località di Sigüeiro.